# The Royal Spuds
The Royal Spuds is een Celtic punk/folkband uit Leiden, Zuid-Holland.

## Bandbezetting

### Huidige leden
- Maarten van Vliet (leadzanger, banjo) (vanaf 2012)
- Michael Silver (tinwhistle, accordeon, achtergrondzanger) (vanaf 2012)
- Milan Boom (leadgitaar, achtergrondzanger) (vanaf 2012)
- Robin Janssens (slaggitaar, achtergrondzanger) (vanaf 2012)
- Dave Schrijvers (basgitaar, artwork) (vanaf 2012)
- Mark de Jong (drums) (vanaf 2012)

### Voormalige leden
- Laurens Krah (accordeon) (van 2022 tot 2025)

## Discografie
| Titel                     | Jaar van uitgifte | Uitgeverij             | Opmerking  |
| ------------------------- | ----------------- | ---------------------- | ---------- |
| Start Your Engines!       | 2012              | Geen label             | mini-album |
| Wanted: Drunk 'n' Alive   | 2013              | Geen label             | album      |
| It's a Feckin' Freakshow  | 2015              | Geen label             | album      |
| Unforgotten Lore          | 2018              | The Multimedia Company | album      |
| Alien                     | 2021              |                        | single     |
| The Couch Potato Specials | 2021              |                        | mini-album |
| Roots Of Life             | 2022              | Geen label             | album      |